# Liste des joueuses des Flammes Carolo basket
Les Flammes Carolo (anciennement ASPTT Charleville-Mézières) est un club de basket-ball français évoluant en Ligue féminine de basket. 

## Saison 2024-2025
Entraîneur :  Romuald Yernaux
Entraîneur adjoint :  Pierre Davenel,  Alexandre Dela
| Numéro | Nom                    | Naissance         | Taille (m) | Poste | Nationalité            |
| 1      | Noémie Brochant        | 25 octobre 1999   | 1,80       | 3     | France                 |
| 2      | Coline Franchelin      | 18 août 1999      | 1,69       | 1     | France                 |
| 3      | Ornella Bankolé        | 17 septembre 1997 | 1,81       | 2-3   | France                 |
| 4      | Amel Bouderra          | 26 mars 1989      | 1,63       | 1     | France                 |
| 6      | Leia Dongue            | 24 mai 1991       | 1,84       | 4-5   | Mozambique             |
| 10     | Sara Chevaugeon        | 12 février 1993   | 1,75       | 3     | France                 |
| 12     | Esmery Martínez        | 1er mai 2000      | 1,88       | 4     | République dominicaine |
| 14     | Hillary Akomatsri      | 9 avril 2006      | 1,77       | 3     | France                 |
| 14     | Margaux Raimbault      | 4 juin 2008       | 1,82       | 1-2   | France                 |
| 15     | Sarah Sagerer          | 8 février 1996    | 1,90       | 4     | Autriche               |
| 17     | Cristal Sontia Zeutsop | 1er janvier 2008  | 1,88       | 5     | France                 |
| 22     | Oderah Chidom          | 9 juillet 1995    | 1,93       | 5     | États-Unis Nigeria     |
| 34     | Tiffany Clarke         | 5 février 1991    | 1,83       | 4-5   | États-Unis Jamaïque    |

Arrivée en renfort à l’automne pour pallier l’arrivée tardive d’Esmery Martinez, Sarah Sagerer quitte le club en décembre. De son côté, Martinez part début avril, après avoir activé sa clause de sortie afin de rejoindre le training camp des New York Liberty.

## Saison 2023-2024
Entraîneur :  Romuald Yernaux
Entraîneur adjoint :  Pierre Davenel, Ljubica Drljača
| Numéro | Nom                | Naissance         | Taille (m) | Poste | Nationalité |
| 4      | Amel Bouderra      | 26 mars 1989      | 1,63       | 1     | France      |
| 3      | Aby Gaye           | 3 février 1995    | 1,95       | 5     | France      |
| 30     | Kadiatou Sissoko   | 25 janvier 1999   | 1,88       | 3     | France      |
| 5      | Coline Franchelin  | 18 août 1999      | 1,69       | 1     | France      |
| 1      | Noémie Brochant    | 25 octobre 1999   | 1,80       | 3     | France      |
| 10     | Sara Chevaugeon    | 12 février 1993   | 1,75       | 3     | France      |
| 2      | Shay Colley        | 6 janvier 1996    | 1,75       | 1-2   | Canada      |
| 77     | Lauren Scherf      | 7 mars 1996       | 1,96       | 5     | Australie   |
| 12     | Mame Diarra Gueye  | 26 octobre 2003   | 1,82       | 4-3   | France      |
| 40     | Jasmine Walker     | 3 février 1998    | 1,91       | 4-3   | États-Unis  |
| 9      | Ágnes Studer       | 10 septembre 1998 | 1,68       | 1     | Hongrie     |
| 7      | Ziomara Morrison   | 15 février 1989   | 1,95       | 5     | Chili       |
| 0      | Ornella Bankolé    | 17 septembre 1997 | 1,81       | 2-3   | France      |
| 14     | Kristina Topuzovic | 23 août 1994      | 1,83       | 3     | Serbie      |
| 11     | Adut Bulgak        | 20 décembre 1992  | 1,93       | 5     | Canada      |

## Saison 2022-2023
Entraîneur :  Romuald Yernaux
Entraîneur adjoint :  Pierre Davenel
| Numéro | Nom               | Naissance        | Taille (m) | Poste | Nationalité     |
| 4      | Amel Bouderra     | 26 mars 1989     | 1,63       | 1     | France          |
|        | Aby Gaye          | 3 février 1995   | 1,95       | 5     | France          |
| 13     | Nikolina Milić    | 12 avril 1994    | 1,89       | 4-5   | Serbie          |
| 24     | Žofia Hruščáková  | 12 janvier 1995  | 1,90       | 4-5   | Slovaquie       |
| 34     | Brianna Fraser    | 22 mai 1997      | 1,90       | 4     | États-Unis      |
| 10     | Sara Chevaugeon   | 12 février 1993  | 1,75       | 2     | France          |
| 31     | Emmanuelle Tahane | 13 mai 1999      | 1,85       | 3-4   | France          |
| 1      | Aislinn König     | 20 mai 1998      | 1,78       | 1-2   | Canada Autriche |
| 21     | Emily Engstler    | 1er mai 2000     | 1,85       | 3-4   | États-Unis      |
| 7      | Ingrid Tanqueray  | 25 août 1988     | 1,64       | 1     | France          |
| 9      | Kimberley Adonis  | 9 mai 1999       | 1,78       | 2-3   | France          |
| 2      | Shay Colley       | 6 janvier 1996   | 1,76       | 1-2   | Canada          |
|        | Kiara Leslie      | 6 décembre 1995  | 1,83       | 2-3   | États-Unis      |
| 15     | Umi Diallo        | 12 janvier 1998  | 1,92       | 5     | Espagne         |
| 35     | Victoria Vivians  | 17 novembre 1994 | 1,84       | 2     | États-Unis      |

La canadienne Aislinn König ne parvient pas à s'imposer (3,2 points et 1,3 passe décisive en 15 minutes de moyenne en LFB ) et elle est libérée par fin décembre pour rejoindre le club espagnol de Murcie. Fin décembre et début janvier, Charleville enregistre plusieurs renforts pour faire face au départ d'Aislinn König et la blessure d'Emily Engstler : l'arrière canadienne Shay Colley et l'arrière-ailière Kiara Leslie.

## Saison 2021-2022
Entraîneur :  Romuald Yernaux
Entraîneur adjoint :  Pierre Davenel
| Numéro | Nom                    | Naissance         | Taille (m) | Poste | Nationalité        |
| 4      | Amel Bouderra          | 26 mars 1989      | 1,63       | 1     | France             |
|        | Lisa Berkani           | 18 mai 1997       | 1,76       | 1     | France             |
| 44     | Leonie Fiebich         | 10 janvier 2000   | 1,93       | 5     | Allemagne          |
|        | Marie-Michelle Milapie | 6 février 1996    | 1,92       | 5     | France             |
| 32     | Tima Pouye             | 7 avril 1999      | 1,74       | 2     | France             |
| 16     | Evelyn Akhator         | 3 février 1995    | 1,91       | 4-5   | Nigeria            |
| 28     | Christelle Diallo      | 12 mars 1993      | 1,93       | 5     | France             |
| 29     | Ewl Guennoc            | 15 mai 2001       | 1,74       | 1-2   | France             |
| 12     | Mame-Marie Sy-Diop     | 25 mars 1985      | 1,85       | 4     | France Sénégal     |
|        | Naîgnouma Coulibaly    | 31 mai 1989       | 1,92       | 5     | France Mali        |
| 8      | Magali Mendy           | 6 février 1990    | 1,78       | 2     | France             |
|        | Marica Gajic           | 27 avril 1995     | 1,85       | 4     | Bosnie-Herzégovine |
| 31     | Jaime Nared            | 14 septembre 1995 | 1,88       | 4     | États-Unis         |
|        | Nia Coffey             | 11 juin 1995      | 1,85       | 3     | États-Unis         |
| 31     | Ijeoma Ajemba          | 17 mars 1995      | 1,85       | 4     | Nigeria            |
|        | Jacinta Monroe         | 4 septembre 1988  | 1,96       | 5     | États-Unis         |

Christelle Diallo quitte le club à sa demande en novembre 2021. Magali Mendy était arrivée en joker médical de Marica Gajic, qui reprend la compétition en octobre, au moment où Marie-Michelle Milapie est annoncée pour une absence de trois mois. Fin décembre, Magali Mendy quitte le club au terme de sa pige médicale. En janvier 2022, le club renforce son secteur intérieur avec  Naîgnouma Coulibaly. Mi-novembre  Ijeoma Ajemba rejoint le club, mais son contrat est rompu le 20 janvier 2022 car non vaccinée contre la Covid-19. En février, Marica Gajic rechute de sa blessure alors que Charlène Soufflet est victime d'une rupture du ligament du genou, ce qui met un terme à leur saison et provoque l'arrivée en renfort de Jacinta Monroe.

## Saison 2020-2021
Entraîneur :  Romuald Yernaux
Entraîneur adjoint :  Pierre Davenel
| Numéro | Nom                | Naissance         | Taille (m) | Poste | Nationalité    |
| 4      | Amel Bouderra      | 26 mars 1989      | 1,63       | 1     | France         |
| 5      | Kim Mestdagh       | 12 mars 1990      | 1,80       | 2     | Belgique       |
| 6      | Saša Čađo          | 13 juillet 1989   | 1,78       | 2     | Serbie         |
| 7      | Nwal-Endéné Miyem  | 15 mai 1988       | 1,88       | 4     | France         |
| 32     | Tima Pouye         | 7 avril 1999      | 1,74       | 2     | France         |
|        | Sigi Koizar        | 20 octobre 1995   | 1,73       | 1     | Autriche       |
| 16     | Evelyn Akhator     | 3 février 1995    | 1,91       | 4-5   | Nigeria        |
| 28     | Christelle Diallo  | 12 mars 1993      | 1,93       | 5     | France         |
| 11     | Charlène Soufflet  | 24 juillet 2002   | 1,80       | 3     | France         |
| 12     | Mame-Marie Sy-Diop | 25 mars 1985      | 1,85       | 4     | France Sénégal |
| 31     | Jaime Nared        | 14 septembre 1995 | 1,88       | 4     | États-Unis     |
| 22     | Yvonne Turner      | 13 octobre 1987   | 1,78       | 1     | États-Unis     |

Après le départ de Kim Mestdagh en novembre, le club engage la Serbe Saša Čađo et l'américaine Yvonne Turner.

## Saison 2019-2020
Entraîneur :  Romuald Yernaux
Entraîneur adjoint :  Pierre Davenel
| Numéro | Nom                 | Naissance         | Taille (m) | Poste | Nationalité |
| 4      | Amel Bouderra       | 26 mars 1989      | 1,63       | 1     | France      |
| 5      | Kim Mestdagh        | 12 mars 1990      | 1,80       | 2     | Belgique    |
| 6      | Giorgia Sottana     | 15 décembre 1988  | 1,77       | 1-2   | Italie      |
| 7      | Nwal-Endéné Miyem   | 15 mai 1988       | 1,88       | 4     | France      |
| 8      | Sara Chevaugeon     | 12 février 1993   | 1,75       | 2-3   | France      |
| 11     | Nádia Gomes Colhado | 25 février 1989   | 1,93       | 4-5   | Brésil      |
| 16     | Evelyn Akhator      | 3 février 1995    | 1,91       | 4-5   | Nigeria     |
| 13     | Fatimatou Sacko     | 12 avril 1985     | 1,83       | 4     | France      |
| 22     | Djéné Diawara       | 29 janvier 1988   | 1,90       | 5     | France Mali |
| 31     | Janelle Salaün      | 5 septembre 2001  | 1,86       | 3-4   | France      |
| 33     | Katie Lou Samuelson | 13 juin 1997      | 1,91       | 2     | États-Unis  |
| 33     | Shae Kelley         | 29 septembre 1991 | 1,85       | 3-4   | États-Unis  |

Nádia Gomes Colhado et Katie Lou Samuelson blessées, le club engage l'américaine Shae Kelley comme renfort en novembre  puis Evelyn Akhator en décembre.

## Saison 2018-2019
Entraîneur :  Romuald Yernaux
Entraîneur adjoint :  Fabien Calvez
| Numéro | Nom                    | Naissance         | Taille (m) | Poste | Nationalité  |
| 4      | Amel Bouderra          | 26 mars 1989      | 1,63       | 1     | France       |
| *      | Queralt Casas          | 18 novembre 1992  | 1,77       | 2     | Espagne      |
| 7      | Haley Peters           | 17 septembre 1992 | 1,91       | 4     | États-Unis   |
| 8      | Sara Chevaugeon        | 12 février 1993   | 1,75       | 2-3   | France       |
| 10     | Hhadydia Minte         | 16 mars 1991      | 1,87       | 4     | France       |
| 11     | Ana Filip              | 20 juin 1989      | 1,95       | 5     | France       |
| 21     | Géraldine Robert       | 26 juin 1980      | 1,84       | 3-4   | France Gabon |
| *      | Catherine Mosengo-Masa | 19 avril 1996     | 1,92       | 4-5   | France       |
| 13     | Žofia Hruščáková       | 12 janvier 1995   | 1,90       | 5     | Slovaquie    |
| 23     | Kaleena Mosqueda-Lewis | 3 novembre 1993   | 1,80       | 2-3   | États-Unis   |
| 74     | Marie-Ève Paget        | 28 novembre 1994  | 1,70       | 1     | France       |
| 22     | Djéné Diawara          | 29 janvier 1988   | 1,90       | 5     | France Mali  |

Après un début de saison difficile en championnat (2 victoires et 5 défaites), les Flammes Carolo engagent l'intérieure Géraldine Robert pour compenser la saison blanche de Hhadydia Minte, ce qui entraîne le départ de l'extérieure Queralt Casas (11,0 points, 3,0 rebonds et 2,6 passes pour 12,5 d’évaluation). Charleville est éliminé en deux manches en demi-finales du championnat par Lyon ASVEL. En février 2019, Catherine Mosengo-Masa quitte le club pour retrouver la Ligue 2 à Chartres en février 2019.

## Saison 2017-2018
Entraîneur :  Romuald Yernaux
Entraîneur adjoint :  Fabien Calvez
| Numéro | Nom                    | Naissance        | Taille (m) | Poste | Nationalité |
| 4      | Amel Bouderra          | 26 mars 1989     | 1,63       | 1     | France      |
| 5      | Kalis Loyd             | 5 avril 1989     | 1,88       | 2     | Suède       |
| 6      | Clarissa dos Santos    | 10 mars 1988     | 1,85       | 4     | Brésil      |
| 8      | Sara Chevaugeon        | 12 février 1993  | 1,75       | 2-3   | France      |
| 10     | Hhadydia Minte         | 16 mars 1991     | 1,87       | 4     | France      |
| 11     | Ana Filip              | 20 juin 1989     | 1,95       | 3     | France      |
| 14     | Ninda Meite            | 9 décembre 1998  | 1,82       | 4     | France      |
| 15     | Valeriya Berejynska    | 10 avril 1986    | 1,93       | 5     | Ukraine     |
| 21     | Renee Montgomery       | 2 décembre 1986  | 1,70       | 1-2   | États-Unis  |
|        | Kaleena Mosqueda-Lewis | 3 novembre 1993  | 1,80       | 2-3   | États-Unis  |
| 74     | Marie-Ève Paget        | 28 novembre 1994 | 1,70       | 1     | France      |

Pour le club, Renee Montgomery « est une joueuse d'expérience qui a évolué dans les meilleurs championnats tant eu Europe qu'aux États-Unis. C'est également une bonne shooteuse. Nous n'avons encore jamais eu ce profil de joueuse aux Flammes ». Le club la remplace cependant en cours de saison par Kaleena Mosqueda-Lewis et finit par se classer deuxième de la saison régulière (17 victoires pour 5 défaites) mais est battu par Tarbes en demi-finale des play-offs. Le club accède à la finale de la Coupe de France.

## Saison 2016-2017
Entraîneur :  Romuald Yernaux
Entraîneur adjoint :  Fabien Calvez
| Numéro | Nom                    | Naissance         | Taille (m) | Poste | Nationalité |
| 4      | Amel Bouderra          | 26 mars 1989      | 1,63       | 1     | France      |
| 5      | Kim Mestdagh           | 12 mars 1989      | 1,78       | 2     | Belgique    |
| 6      | Victoria Majekodunmi   | 30 décembre 1996  | 1,75       | 1-2   | France      |
| 10     | Hhadydia Minte         | 16 mars 1991      | 1,87       | 4     | France      |
| 11     | Margaux Galliou-Loko   | 12 avril 1993     | 1,84       | 3     | France      |
| 13     | Alicia DeVaughn        | 18 septembre 1991 | 1,93       | 5     | États-Unis  |
|        | Nayo Raincock-Ekunwe   | 29 août 1991      | 1,88       | 4-5   | Canada      |
| 14     | Maëva Djaldi-Tabdi     | 3 décembre 1988   | 1,87       | 4-5   | France      |
| 15     | Valeriya Berejynska    | 10 avril 1986     | 1,93       | 5     | Ukraine     |
| 16     | Lidija Turčinović      | 27 août 1994      | 1,76       | 2     | France      |
| 23     | Kaleena Mosqueda-Lewis | 3 novembre 1993   | 1,80       | 2     | États-Unis  |

Charleville dispose de l'équipe allemande de Fribourg dans le tour préliminaire et se qualifie pour la phase de poules de l'Eurocoupe 2016-2017.
En février 2017, Nayo Raincock-Ekunwe est signée comme joker médical de Alicia DeVaughn.

## Saison 2015-2016
Entraîneur :  Romuald Yernaux
| Numéro | Nom                    | Naissance         | Taille (m) | Poste | Nationalité |
| 4      | Amel Bouderra          | 26 mars 1989      | 1,63       | 1     | France      |
| 5      | Kim Mestdagh           | 12 mars 1989      | 1,78       | 2     | Belgique    |
|        | Pauline Lithard        | 11 février 1994   | 1,64       | 1     | France      |
| 6      | Victoria Majekodunmi   | 30 décembre 1996  | 1,75       | 1-2   | France      |
| 10     | Hhadydia Minte         | 16 mars 1991      | 1,87       | 3     | France      |
| 13     | Alicia DeVaughn        | 18 septembre 1991 | 1,93       | 5     | États-Unis  |
| 15     | Valeriya Berejynska    | 10 avril 1986     | 1,93       | 5     | Ukraine     |
|        | Maud Medenou           | 5 octobre 1990    | 1,89       | 4     | France      |
| 23     | Kaleena Mosqueda-Lewis | 3 novembre 1993   | 1,80       | 4     | États-Unis  |
|        | Diana Balayera         | 28 janvier 1996   | 1,91       | 5     | France      |

## Saison 2014-2015
Entraîneur :  Romuald Yernaux
Entraîneur adjoint :  Mike Gonsalves
| Numéro | Nom                  | Naissance         | Taille (m) | Poste | Nationalité        |
| 4      | Amel Bouderra        | 26 mars 1989      | 1,63       | 1     | France             |
| 7      | Clémentine Samson    | 19 septembre 1991 | 1,81       | 2     | France             |
| 8      | Touty Gandega        | 20 juin 1991      | 1,70       | 2     | France             |
| 9      | Ekaterina Curculosse | 23 novembre 1987  | 1,82       | 2     | Bulgarie           |
| 10     | Hhadydia Minte       | 16 mars 1991      | 1,87       | 4     | France             |
| 11     | Ana Cata-Chitiga     | 20 juin 1989      | 1,94       | 4-5   | France             |
| 12     | Yacine Sene          | 18 mars 1982      | 1,82       | 3     | France             |
| 13     | Ambrosia Anderson    | 14 mars 1983      | 1,86       | 3     | États-Unis         |
| 14     | Jovana Rad           | 8 mai 1987        | 1,87       | 3-4   | Serbie             |
| 24     | Olayinka Sanni       | 21 août 1986      | 1,88       | 4-5   | États-Unis Nigeria |
|        | Stéfanie Yderstorm   | 23 avril 1990     | 1,74       | 2     | Suède              |

Après la blessure de Touty Gandega et l'annonce de maternité d'Ekaterina Curculosse, les Flammes engagent une nouvelle arrière, l'internationale suédoise nommée Stéfanie Yderstorm (1,74 m, 24 ans).

## Saison 2013-2014
Entraîneur :  Romuald Yernaux
Entraîneur adjoint :  Mike Gonsalves
| Numéro | Nom                 | Naissance         | Taille (m) | Poste | Nationalité |
| 4      | Amel Bouderra       | 26 mars 1989      | 1,63       | 1     | France      |
| 5      | Clémentine Samson   | 19 septembre 1991 | 1,81       | 2     | France      |
| 6      | Johanna Joseph      | 1992              | 1,85       | 4     | France      |
| 7      | Giedrė Paugaitė     | 15 juillet 1990   | 1,92       | 4-5   | Lituanie    |
| 8      | Claire Michel       | 8 avril 1993      | 1,83       | 3     | France      |
| 9      | Ekaterina Dimitrova | 23 novembre 1987  | 1,82       | 2     | Bulgarie    |
| 10     | Jacinta Monroe      | 4 septembre 1988  | 1,96       | 5     | États-Unis  |
| 11     | Ana Cata-Chitiga    | 20 juin 1989      | 1,94       | 4-5   | France      |
| 12     | Yacine Sene         | 18 mars 1982      | 1,82       | 3     | France      |
| 13     | Ambrosia Anderson   | 14 mars 1983      | 1,86       | 3     | États-Unis  |

Le club finit à la septième place de la saison régulière.

## 2012-2013
Entraîneur :  Romuald Yernaux
Entraîneur adjoint :  Mike Gonsalves
| Numéro | Nom                 | Naissance        | Taille (m) | Poste | Nationalité |
| 4      | Amel Bouderra       | 26 mars 1989     | 1,63       | 1     | France      |
| 5      | Anne-Sophie Pagnier | 23 juin 1981     | 1,80       | 2     | France      |
| 6      | Johanna Joseph      | 1992             | 1,85       | 4     | France      |
| 7      | Sheana Mosch        | 25 mai 1987      | 1,78       | 1-2   | États-Unis  |
| 8      | Claire Michel       | 8 avril 1993     | 1,83       | 3     | France      |
| 9      | Ekaterina Dimitrova | 23 novembre 1987 | 1,82       | 2     | Bulgarie    |
| 11     | Djéné Diawara       | 9 janvier 1985   | 1,92       | 5     | Mali        |
| 12     | Yacine Sene         | 18 mars 1982     | 1,82       | 3     | France      |
| 15     | Aminata Nar Diop    | 3 janvier 1983   | 1,96       | 5     | Sénégal     |
| 22     | Aurélie Bonnan      | 1er août 1983    | 1,87       | 3     | France      |

Le club finit en dixième position de la saison régulière avec 11 victoires et 15 défaites.

## 2011-2012
Entraîneur :  Romuald Yernaux
Entraîneur adjoint :  Mike Gonsalves
| Numéro | Nom                 | Naissance        | Taille (m) | Poste | Nationalité |
| 4      | Amel Bouderra       | 26 mars 1989     | 1,63       | 1     | France      |
| 5      | Anne-Sophie Pagnier | 2 mars 1987      | 1,80       | 2     | France      |
| 6      | Zoí Dimitrákou      | 25 mai 1987      | 1,87       | 3     | Grèce       |
| 8      | Coralie Desprez     | 24 janvier 1994  | 1,70       | 1     | France      |
| 9      | Ekaterina Dimitrova | 23 novembre 1987 | 1,82       | 2     | Bulgarie    |
| 10     | Magali Lacroix      | 22 avril 1975    | 1,85       | 4     | France      |
| 11     | Djéné Diawara       | 9 janvier 1985   | 1,92       | 5     | Mali        |
| 12     | Yacine Sene         | 18 mars 1982     | 1,82       | 3     | France      |
| 13     | Éléonore Grossemy   | 11 mai 1992      | 1,83       | 4     | France      |
| 15     | Valeriya Berejynska | 10 avril 1986    | 1,93       | 5     | Ukraine     |

## 2010-2011
| Numéro | Nom                  | Naissance        | Taille (m) | Poste | Nationalité |
| 4      | Amel Bouderra        | 26 mars 1989     | 1,63       | 1     | France      |
| 5      | Carine Contessi      | 17 novembre 1981 | 1,80       | 2-3   | France      |
| 6      | Bélinda M’Boma       | 4 juin 1982      | 1,74       | 2-3   | France      |
| 7      | Sarra Ouerghi        | 7 juin 1985      | 1,82       | 3     | France      |
| 8      | Alexia Kusion        | 12 mars 1989     | 1,80       | 2-3   | France      |
| 9      | Ekaterina Dimitrova  | 23 novembre 1987 | 1,82       | 2     | Bulgarie    |
| 10     | Kristen Mann         | 10 août 1983     | 1,86       | 3-4   | États-Unis  |
| 11     | Djéné Diawara        | 9 janvier 1985   | 1,92       | 5     | Mali        |
| 13     | Éléonore Grossemy    | 1992             | 1,83       | 4     | France      |
| 15     | Bojana Vulić         | 28 mai 1984      | 1,91       | 4-5   | Serbie      |
| 15     | Patrycja Gulak-Lipka | 16 mai 1982      | 1,93       | 5     | Pologne     |

## 2009-2010
- Les joueuses:
  - Amel Bouderra
  - Carine Contessi
  - Alexia Kusion
  - Elena Vishnyakova
  - Sarra Ouerghi
  - Djéné Diawara
  - Elizabeth Montero
  - Zuzana Ondrejova
  - Lala Wane
  - Bélinda M’Boma
  - Margaux Thomazé
  - Camille Caudin

## 2008-2009
- Les joueuses:
  - Amel Bouderra
  - Stéphanie Cailleux
  - Carine Contessi
  - Floriane Herrscher
  - Céline Fromholz
  - Irina Constantin
  - Alexia Kusion
  - Dana Boonen
  - Anais Lanzoni
  - Laine Kurpniece
  - Irène Herradas

## 2007-2008
- Les joueuses:
  - Clarisse Mercier
  - Stéphanie Cailleux
  - Carine Contessi
  - Mélanie Béhey
  - Sarra Ouerghi
  - Elena Vishnyakova
  - Amel Bouderra
  - Clarisse M'Paka
  - Jeanne Senghor-Sy
  - Floriane Herrscher

## 2006-2007
- Les Joueuses:
  - Clarisse Mercier
  - Carine Contessi
  - Ramata Diakho
  - Sarra Ouerghi
  - Elena Vishnyakova
  - Stéphanie Cailleux
  - Silvana Mirvic
  - Stéphanie Pognon
  - Mélanie Behey
  - Astou Traoré
  - Chloé Marchera
  - Amandine Cartier

## 2005-2006
- Les Joueuses:
  - Mélanie Behey
  - Stéphanie Blanquart
  - Stéphanie Cailleux
  - Zoé Chalumeau
  - Carine Contessi
  - Alke Dietel
  - Cristel Dumas
  - Silvana Mirvic
  - Sarra Ouerghi
  - Audrey Queniez
  - Elisa Rigelo
  - Amandine Cartier